# Howard Martin Temin
Howard Martin Temin (Filadèlfia, EUA 1934 - Madison 1994) fou un biòleg i professor universitari estatunidenc guardonat amb el Premi Nobel de Medicina o Fisiologia l'any 1975.

## Biografia
Va néixer el 10 de desembre de 1934 a la ciutat de Filadèlfia, població situada a l'estat nord-americà de Pennsilvània. Va estudiar biologia a la Universitat de Swarthmore, on es va graduar el 1955, i es va doctorar a l'Institut Tecnològic de Califòrnia de Pasadena el 1959 sota la direcció de Renato Dulbecco. Posteriorment fou nomenat professor a la Universitat de Wisconsin.
Líder de les campanyes antitabac va morir el 9 de febrer de 1994 a la ciutat de Madison, situada a l'estat de Wisconsin, a conseqüència d'un càncer de pulmó sense haver fumat mai.

## Recerca científica
Influenciat inicialment per Max Delbrück i Renato Dulbecco durant la seva estada al Caltech va estudiar el virus del sarcoma de Rous, que fou identificat com el primer retrovirus conegut.
El descobriment de la transcriptasa inversa per part de David Baltimore li permeté observar com aquesta és l'enzim central en diverses malalties humanes, com per exemple el VIH i l'Hepatitis B. Així mateix també observà com és un component important de diverses tècniques importants en biologia molecular i medicina de diagnòstic, com la Reacció en cadena per la polimerasa (PCR).
L'any 1975 va compartir el Premi Nobel de Medicina o Fisiologia amb David Baltimore i Renato Dulbecco pels seus descobriments referents a la interacció entre els virus tumorals i el material genètic de la cèl·lula.